# لشکر ۳۰۴ زرهی ایدان
لشکر ۳۰۴ زرهی ایدان (عبری: עוצבת עידן‎) یا لشکر ایدان لشکر زرهی و بازوی ترکیبی نیروی زمینی اسرائیل و تحت امر فرماندهی مرکزی اسرائیل است، که در سال ۱۹۷۴ تأسیس شد.

## تاریخچه
این لشکر که قبلاً لشکر ۸۸۰ نام داشت، در سال ۱۹۷۴ به عنوان یک لشکر ذخیره پس از جنگ یوم کیپور تأسیس شد. در سال ۱۹۸۲، در طول جنگ اول لبنان، این لشکر که شامل سه تیپ زرهی بود، در ذخیره فرماندهی باقی ماند و در طول نبرد سلطان یعقوب وارد جبهه شرقی شد. در سال ۲۰۰۲، در طول عملیات سپر دفاعی، مسئول اشغال نظامی شهر جنین بود. در سال ۲۰۰۵، این واحد مسئول تخلیه نوار غزه شمالی در طول طرح عقب‌نشینی بود. بین سال‌های ۲۰۰۵ تا ۲۰۱۰، فرمانده آن همچنین افسر ارشد زرهی ارتش اسرائیل (فرمانده سپاه زرهی) بود، اما در آوریل ۲۰۱۰، این نقش‌ها از هم جدا شدند. همچنین، در سال ۲۰۱۰، این لشکر در جایزه راماتکال برای واحدهای ذخیره ممتاز، مقام اول را کسب کرد.
در سال ۲۰۱۴، لشکر ۳۰۴ زرهی ایدان تحت سازماندهی مجدد قرار گرفت که هدف آن تبدیل آن از یک لشکر زرهی به یک لشکر سبک و چند جبهه‌ای بود که در مبارزه با تروریسم و جنگ شهری تخصص دارد.